# Peter II. von Grandson
Peter II. von Grandson (französisch Pierre II de Grandson; * um 1280; † um 1342) stammte aus der Familie Grandson. Nach einer schwankenden Politik gegenüber Savoyen wurde die savoyische Gefolgschaft 1329 «endgültig formalisiert».

## Leben und Wirken
Peter II. von Grandson war der Sohn des Jacques de Grandson-Belmont. Im Jahr 1291 wird er erstmals urkundlich genannt. Er heiratete 1303 Blanche von Savoyen-Waadt, Tochter Ludwigs I. von Savoyen und Schwester Ludwigs II. von Savoyen. Einer ihrer Söhne war Wilhelm von Grandson.
Durch seine «glänzende Heiratsverbindung» kam Peter II. in den Besitz von Cudrefin, Grandcour und Bellerive. Später erhielt er die die Herrschaft Sainte-Croix auf Kosten seiner Cousins Champvent. Von seinem Onkel Otto I. von Grandson erbte er 1328 den gesamten waadtländischen Besitz, mit dem er im folgenden Jahr vom Grafen Eduard von Savoyen belehnt wurde. Er wurde 1330 ins Berner Burgrecht aufgenommen. Mit den Grafen von Neuenburg kam es zu häufigen Konflikten.
Peter II. von Grandson starb um 1342 und wurde in der Franziskanerkirche von Grandson begraben.

## Belege
1. 1 2 3  Bernard Andenmatten: von Grandson. In: Historisches Lexikon der Schweiz.  15. Oktober 2009.
2. 1 2 3  Bernard Andenmatten: Peter II. von Grandson. In: Historisches Lexikon der Schweiz.  7. Februar 2006.

| Personendaten    | Personendaten                        |
| ---------------- | ------------------------------------ |
| NAME             | Grandson, Peter II. von              |
| ALTERNATIVNAMEN  | Grandson, Pierre II de (französisch) |
| KURZBESCHREIBUNG | savoyischer Gefolgsmann              |
| GEBURTSDATUM     | um 1280                              |
| STERBEDATUM      | um 1342                              |